# محمد الناغي
محمد الناغي هو كاتب مصري من مواليد محافظة بورسعيد ولد 12 يوليو عام 1979.

## السيرة الذاتية
محمد الناغي هو كاتب وروائي مصري حصل علي بكالوريوس تجارة (إدارة أعمال)، وهو عضو عامل باتحاد كُتَّاب مصر، بدأ القراءة المتعمقة مِن عُمر إحدي عشر عامًا، وبدأ الكتابة مِن عُمر اثنان عشر عامًا. أول رحلة تجارية للخارج كان عمره ثمانية عشر عاماً وكانت إلى فرنسا وإيطاليا. وفي عام 2010 بلغ عدد البلدان التي قام بزيارتها لأغراض تجارية تسعة دول (فرنسا- إيطاليا- ألمانيا- سنغافورة- تايلاند-الصين- الإمارات- سوريا-السعودية)، كان أول مقال ورقي له منشور بجريدة ورقية (جريدة صورت الأمة)، في عام 2008 إبان رئاسة أ. عادل حمودة لتحريرها، وبدأ العمل بتجارة الهدايا ثم الآن تجارة الستائر والمفروشات، والتحق بدورة احترافية لتعليم كتابة السيناريو لمدة ثلاثة أشهر للسيناريست مصطفى إبراهيم، وهو يكتب السيناريو السينمائي، وانتهي من كتابة ثلاثة أفلام سينمائية.

## الأعمال

### روايات
- اِرتِداد صُدرت في عام 2016: تتحدث عن تعاون عِلمي غير مسبوق بين دول العالم، اشتركت جميعها في تكاليف إنتاجها المهولة، أثمر عن إنتاج أول مركبة فضائية عملاقة عابرة للمجرات.
- الصحفي صُدرت في عام 2014: تتحدث عن تقديم القرابين للفراعنة وسرقة الأعضاء وراء تفشي جرائم اختفاء الأطفال.[4]
- النطاق المحرَّم صُدرت في عام 2013: تتحدث عن تزامُن مع جريمة قتل بشعة لأحد رجال الأعمال.
- حلال صُدرت صُدرت في عام 2018: تتحدث عن دراما اجتماعية زوجية تمس أشد القضايا حساسية.

### المجموعات القصصية
- دم الأخوين صُدرت في عام 2015: تحمل هذا الرواية الكثير من تصنيفات الأدب، ما هو يندرج تحت أدب الجريمة، والرعب، والرومانسي، والخيال العلمي.[5]
- ظلال الإثم صُدرت في عام 2012.[2]
- البئر.
- أرض الرجال.[6]
- قصة قصيرة ضمن كتاب جماعي (حكايات).
- قصة قصيرة ضمن كتاب جماعي (شمس الغد) عن أدب الخيال العلمي.
- قصة قصيرة ضمن كتاب جماعي (المنتصرون).[7]

## الجوائز
- الجائزة الرابعة في مسابقة المجلس الأعلى للثقافة دورة محمد البساطي عام 2014 عن رواية الصحفي.[8]
- الجائزة الرابعة في مسابقة نهاد شريف للخيال العلمي عام 2013 عن رواية الانعكاس الكوني.
- الجائزة الأولى في مسابقة إحسان عبد القدوس عام 2012 عن القصة القصيرة (دم الأخوين).[2]
- الجائزة الثالثة بمسابقة نادي القصة عام 2017 عن رواية العِقد الثالث.
- الجائزة الأولى في مسابقة أحسن سيناريو مكتوب بمهرجان الاسكندرية السينمائي الدولي في دورته الـ 31 (دورة ممدوح الليثي)عام 2015.[9]
- جائزة وزارة الشباب عام 2008 عن القصة القصيرة (البئر).
- جائزة القوات المسلحة بمسابقة إدارة الشئون المعنوية عام 2017 عن قصته القصيرة (أرض الرجال).[6]
- حصل على المركز الأول بجائزة عكاظ الدولية في السرد العربي لأحسن سيناريو مقتبس عن عمل سردي بالدورة الثانية عشر.[10]